# Joan Maria Willem van Voorst tot Voorst
Mr. dr. Joan Maria Willem baron van Voorst tot Voorst ('s-Gravenhage, 28 augustus 1923 – aldaar, 3 juli 2005) was een Nederlands jurist en kunsthistoricus.

## Biografie
Van Voorst was lid van de familie Van Voorst tot Voorst en een zoon van notaris en bestuurder Willem Cornelis Joannes Josephus baron van Voorst tot Voorst (1877-1947) en Johanna Alphonsa Maria Hanlo (1880-1945). Hij trouwde in 1953 met Maria Theresia Susanna Kleipool (1923-2006), uit welk huwelijk geen kinderen werden geboren. Hij was een broer van ambassadeur Sweder Godfried Maria van Voorst tot Voorst (1910-1988).
Van Voorst studeerde rechten en geschiedenis maar werd een kenner van de Nederlandse meubelkunst uit de 19e eeuw. In 1974 schreef hij de inleiding tot een tentoonstellingscatalogus voor het Haags Gemeentemuseum.  In 1978 kreeg Van Voorst de Mr. J.W. Frederiksprijs uitgereikt voor zijn artikelen over het meubilair van koningin Sophie. In 1979 verschenen twee deeltjes over de Meubels in Nederland 1840-1900. Ook in latere jaren verschenen van zijn hand publicaties over meubelen van bijvoorbeeld het Paleis Het Loo of over Nederland op de Wereldtentoonstelling van 1851 te Londen. Dit alles bleek niet anders dan een opmaat tot wat zijn magnum opus en tevens een proefschrift zou worden: Tussen Biedermeier en Berlage. Meubel en interieur in Nederland 1835-1895. Dit werk, waarop hij in 1992 aan de Universiteit Utrecht promoveerde, behandelt in twee delen op groot formaat uitvoerig de Nederlandse meubelkunst in de periode van 1835 tot 1895. Allerlei soorten meubelen behandelt hij erin, waarbij hij uitvoerig aandacht besteedt aan de meubelmakers, fabrikanten, hun prospectussen en catalogi. Ook zaken als houtsoorten, versieringstechnieken en houtversieringen komen aan de orde. Veel aandacht wordt ook besteed aan de koninklijke verzamelingen en meubels. Hiermee schreef hij het standaardwerk over het Nederlandse meubel in die periode.
Van Voorst bewoonde met zijn echtgenote een van de appartementen in het Huys te Warmont.